# Symphony of Enchanted Lands II: The Dark Secret
Symphony of Enchanted Lands II: The Dark Secret är bandet Rhapsodys femte studioalbum, utgivet 2004. Tvärtemot vad titeln antyder är det inte en fortsättning på det tidigare albumet Symphony of Enchanted Lands, utan början på en ny saga.
Skådespelaren Christopher Lee agerar berättare på skivan, och sjunger även på singelversionen av låten "The Magic of the Wizard's Dreams".

## Låtlista
1. "The Dark Secret: Ira Divina" - 4:12
2. "Unholy Warcry" - 5:53
3. "Never Forgotten Heroes" - 5:32
4. "Elgard's Green Valleys" - 2:19
5. "The Magic of the Wizard's Dream" - 4:30
6. "Erian's Mystical Rhymes: The White Dragon's Order" - 10:31
7. "The Last Angels Call" - 4:36
8. "Dragonland's Rivers" - 3:44
9. "Sacred Power of Raging Winds" - 10:06
10. "Guardiani del Destino" - 5:50
11. "Shadows of Death" - 8:13
12. "Nightfall on the Grey Mountains" - 7:20